# Bassenthwaite
Bassenthwaite è una villaggio con status di parrocchia civile dell'Inghilterra nord-occidentale, facente parte della contea della Cumbria e del distretto di Allerdale e situato ai piedi del massiccio di Skiddaw e lungo la sponda orientale del lago di Bassenthwaite (Bassenwaith Lake), nel Lake District. Conta una popolazione di circa 400 abitanti.

## Geografia fisica
Bassenthwaite si trova tra le località di Cockermouth e Keswick (rispettivamente ad est della prima e a nord della seconda). Il lago di Bassenthwaite si trova a circa 1,5 fuori dal villaggio.

## Monumenti e luoghi d'interesse

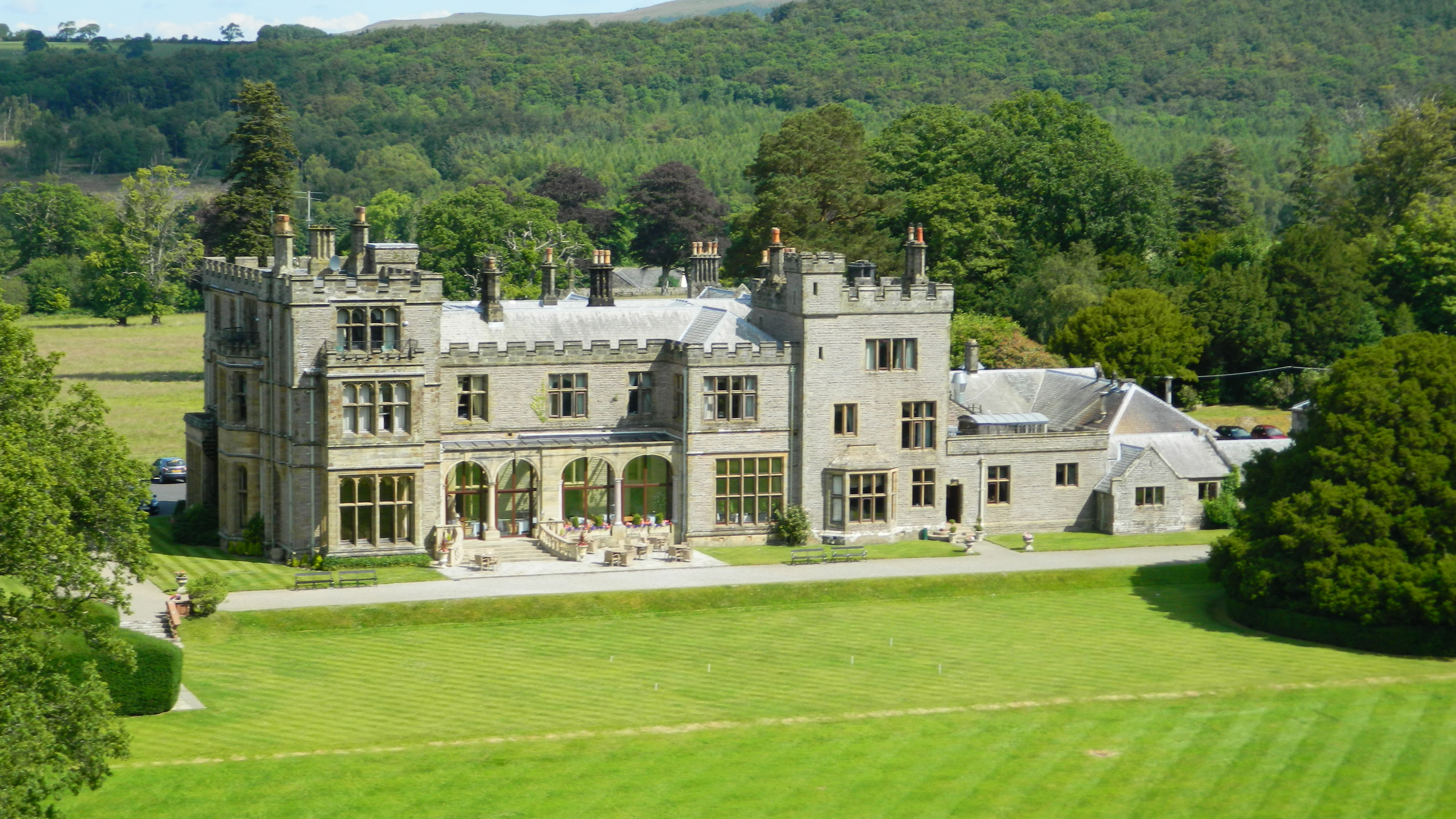
Armathwaite Hall a Bassenthwaite

### Architetture religiose

#### Chiesa di Santa Bega
Principale edificio religioso di Bassenthwaite è la chiesa di Santa Bega (St Bega's Church), le cui origini risalgono a prima della conquista normanna: è dedicata a santa Bega, una principessa irlandese vissuta nel VII secolo e fuggita dal proprio Paese per evitare delle nozze combinate.

### Architetture civili

#### Bassenfell Manor
Altro edificio d'interesse di Bassenthwaite è il Bassenfell Manor, un palazzo costruito nel 1848 per volere di William Rathbone e servito dapprima come residenza della famiglia Rathborne (fino al 1910) e in seguito adibito a scuola e ad hotel.

#### Armathwaite Hall
Altro edificio d'interesse è Armathwaite Hall, un edificio in stile Tudor ora adibito ad hotel di lusso, la cui forma attuale risale al 1881. ma le cui origini risalgono al XVI secolo.

## Società

### Evoluzione demografica
Nel 2017, la popolazione della parrocchia civile di Bassenthwaite era stimata in 385 abitanti, di cui 204 erano donne e 181 erano uomini.
La popolazione al di sotto dei 18 anni era pari a 39 unità, di cui 17 erano i bambini al di sotto dei 10 anni. La popolazione dai 70 anni in su era invece pari a 80 unità (di cui 26 erano le persone di età pari o superiore agli 80 anni).
Secondo questa stima, la località avrebbe conosciuto un decremento demografico rispetto al 2011, quando la popolazione censita era pari 481 unità (dato in rialzo rispetto al 2001, quando la popolazione censita era pari a 412 abitanti).